# 태종왕지 윤림분
태종왕지 윤림분(太宗王旨 尹臨分)은 서울특별시 종로구 신교동에 있는 조선시대의 교지이다. 1998년 12월 26일 서울특별시의 유형문화재 제107호로 지정되었다.

## 개요
조선 정조 때 문신인 윤계림(1762∼1801) 선생이 대대로 내려오던 선조 관찰공의 왕지를 엮어 만든 것이다.
윤림에게 발급된 교지는 2건으로, 태종 2년(1402)에 윤림을 통훈대부인정 유사 윤계로 봉한 왕지이다. 이것은 태종 이방원이 정권을 잡았을 때 이에 참여한 인물들을 파악할 수 있는 자료이다.

## 참고 자료
- 태종왕지 윤림분 - 국가유산청 국가유산포털